# Flore du Jura
La flore du massif du Jura, région montagneuse s'étendant en France (départements du Doubs, du Jura et de l'Ain) et en Suisse, est riche et diversifiée et compte plus de 2000 espèces. Elle résulte d'une grande diversité de milieux naturels engendrés par des conditions écologiques variées liées à la géomorphologie, la nature des roches et des sols, l'altitude et l'exposition, etc.

## Historique de la connaissance botanique dans le massif du Jura
Les premiers écrits sur la flore jurassienne remontent à la fin du Moyen Âge avec l’Historia Plantarum Universalis de Jean Bauhin. 
Au XVIIIe siècle, d'autres écrits suivront mais qui resteront cependant manuscrits.
Le XIXe siècle fut particulièrement fécond  et de nombreux catalogues de plantes furent alors publiés ; citons notamment du côté français : Claude-Marie-Philibert Babey (1845), Charles-Louis Contejean (1854), Eugène Michalet (1864), Charles Grenier (1865) puis plus tard Antoine Magnin (1893, etc). C'est ce dernier qui développe l'étude du déterminisme écologique de la répartition des plantes.
Du côté suisse Ch.-H. Godet publie sa Flore du Jura en 1853.
Il faut ensuite attendre un siècle pour que des travaux importants liés à la connaissance de la répartition des espèces soient à nouveau publiés,.
Le début du XXe siècle voit se développer une science nouvelle qui étudie les communautés végétales : la phytosociologie. De nombreuses études régionales ont été réalisées.
Du côté français, la connaissance va connaître un nouvel essor avec la création du Conservatoire botanique national de Franche-Comté, qui obtient son agrément en 2007 et qui est l'aboutissement d’une forte volonté de tous les acteurs régionaux concernés par la protection de la flore et des habitats naturels.

## Aperçu des principaux facteurs écologiques à l'origine de la biodiversité de la flore du massif du Jura

### Roches et histoire géologique[5]
Le massif du Jura s'est plissé et faillé au Crétacé supérieur en réaction à la poussée des Alpes (-35 à -3 millions d'années).
Les roches sont essentiellement sédimentaires, constituées à 95 % de calcaires et de marnes et se sont formées en milieu marin au cours des ères secondaires et tertiaires.

#### Ère primaire
Le socle ancien (granites essentiellement, gneiss…) n'affleure qu'en bordure du massif, au niveau du massif de la Serre au nord de Dole et au sud des Vosges.

#### Ère secondaire
- Le Trias affleure à la périphérie des massifs du socle primaire et au niveau du chevauchement du Jura sur la Bresse. Il est constitué de roches détritiques et d'évaporites (sel gemme, gypse) qui se sont formés dans un contexte continental (lagunes, lacs, fleuves).
- Les terrains du Jurassique correspondent à des calcaires (roches dures) et des marnes (roches friables) disposés en millefeuilles.
- Les roches du Crétacé sont surtout des calcaires déposés en milieu marin ou laguno-lacustres. Elles affleurent surtout au niveau des synclinaux de la Haute-Chaîne. La série est incomplète dans le Jura du fait du plissement.

#### Ère tertiaire
Les terrains du Tertiaire correspondent à des dépôts lacustres (molasses) et fluviatiles nourris par l'érosion des reliefs. Trois bassins continuent de fonctionner en périphérie du Jura : le fossé bressan, le fossé du Rhin et le bassin suisse.
Les cailloutis de la forêt de Chaux (immense forêt de 300 km2) et du Sundgau correspondent à des matériaux siliceux d'origine alpine datant d'une époque où les rivières alpines se jetaient dans le Rhin-Doubs. Ce fleuve puissant a déposé ses plus gros galets en débouchant dans le sud du fossé rhénan puis au niveau de la plaine bressane.

#### Ère quaternaire
Le substrat est souvent masqué par des formations superficielles correspondant à des dépôts résultant de l'érosion des roches et déposés sur les versants et les plaines alluviales.

##### Moraines
Ce sont des dépôts glaciaires détritiques datant de deux glaciations :
- Riss sur le front externe (Lons-le Saulnier, Salins, Ornans) avec des glaciers jurassiens au centre et des glaciers alpins au nord et au sud (matériaux d'origine mixte, calcaires et siliceux).
- Würm sur le front interne en retrait de 10 à 30 km du précédent (Arinthod, Frasne, Morteau) avec des glaciers jurassiens uniquement (matériaux calcaires).

##### Tourbières
Elles se sont mises en place à la suite de la dernière glaciation (Würm) par comblement des lacs glaciaires installés dans les dépressions mal drainées. Elles se situent surtout au niveau de la Haute-Chaîne et de la retombée méridionale des Vosges. La matière organique s'est déposée jusqu'à isoler le haut-marais des ruissellements qui n'est alors plus alimenté que par les eaux de pluie pauvres en sels minéraux.

##### Alluvions fluviatiles
Sables, graviers et limons se sont déposés en terrasses emboîtées (alternance de phase d'alluvionnement et de creusement).

##### Dépôts de versants
Ils correspondent à des amoncellements de détritus de roches : éboulis au pied des falaises par fragmentation, dépôts marneux par glissement, dépôts de limons fins et argiles par ruissellement.

## Formations végétales et flore associée

### Milieux aquatiques
Les habitats aquatiques sont très diversifiés et colonisent les lacs, les étangs, le lit mineur des cours d'eau  ou leurs annexes (mortes, mares), ainsi que les gouilles et chenaux des tourbières. Leur répartition est conditionnée par la profondeur, la clarté, la température de l'eau, sa teneur en carbonates (pH), en sels minéraux et en nutriments.
Les herbiers aquatiques pionniers des eaux claires (Charetea) sont constitués par quelques espèces de characées (Nitella et Chara).
Les communautés flottant librement à la surface de l'eau, à caractère annuel (Lemnetea), sont dominées par les lentilles d'eau (genre Lemna, Spirodela) et quelques autres espèces comme le riccia flottant (Riccia fluitans), la morène des grenouilles (Hydrocharis morsus-ranae) ou l'utriculaire méridionale (Utricularis australis).
Les groupements de plantes vivaces enracinées au fond de l'eau (Potametea) hébergent les nénuphars (Nymphaea alba et Nuphar lutea) ainsi que diverses espèces de potamots (Potamogeton, Groenlandia), d'élodées (Elodea), de cornifles (Ceratophyllum), de myriophylles (Myriophyllum), d'étoiles d'eau (Callitriche) ou de renoncules aquatiques  (Ranunculus fluitans, Ranunculus trichophyllus, etc). On rencontre quelques espèces patrimoniales comme les naïades (Najas), le petit nénuphar (Nymphoides peltata) ou la rare hottonie des marais (Hottonia palustris).
Les gouilles et chenaux des tourbières (Utricularietea), abritent diverses espèces de mousses (Sphagnum, Drepanocladus) et d'utriculaires (Utricularia minor).

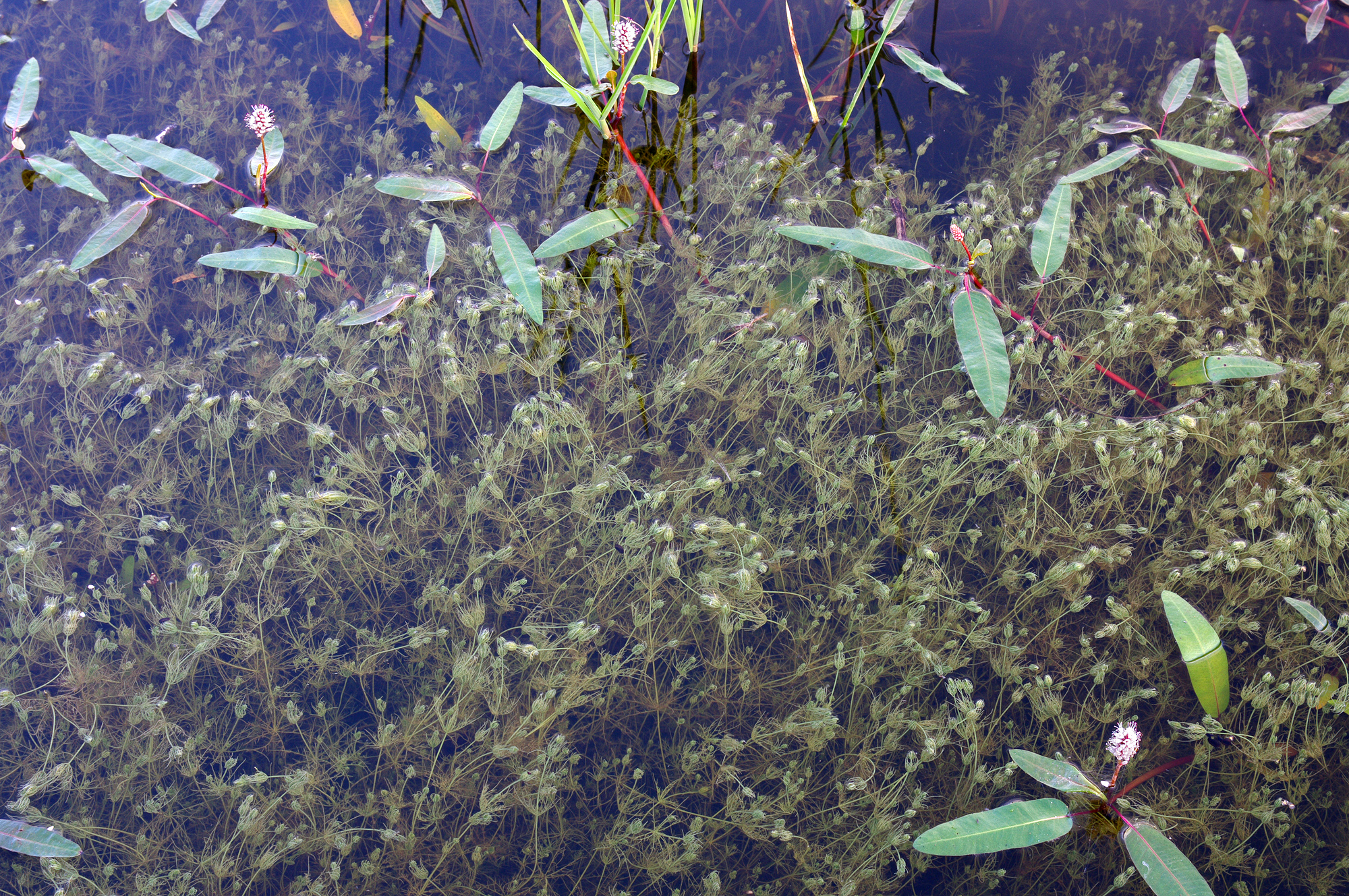
herbier de Chara
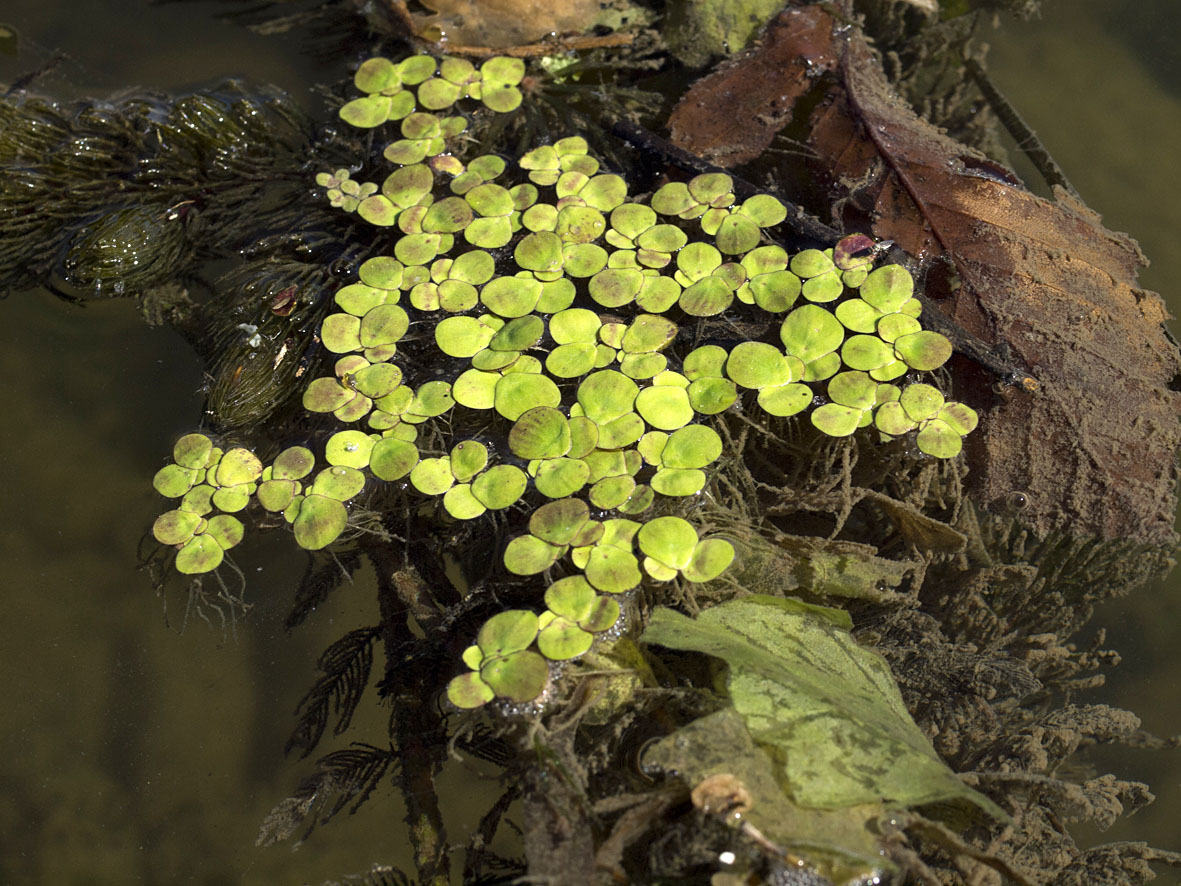
groupements flottants de lentilles d'eau (Spirodela polyrhiza) et cornifle
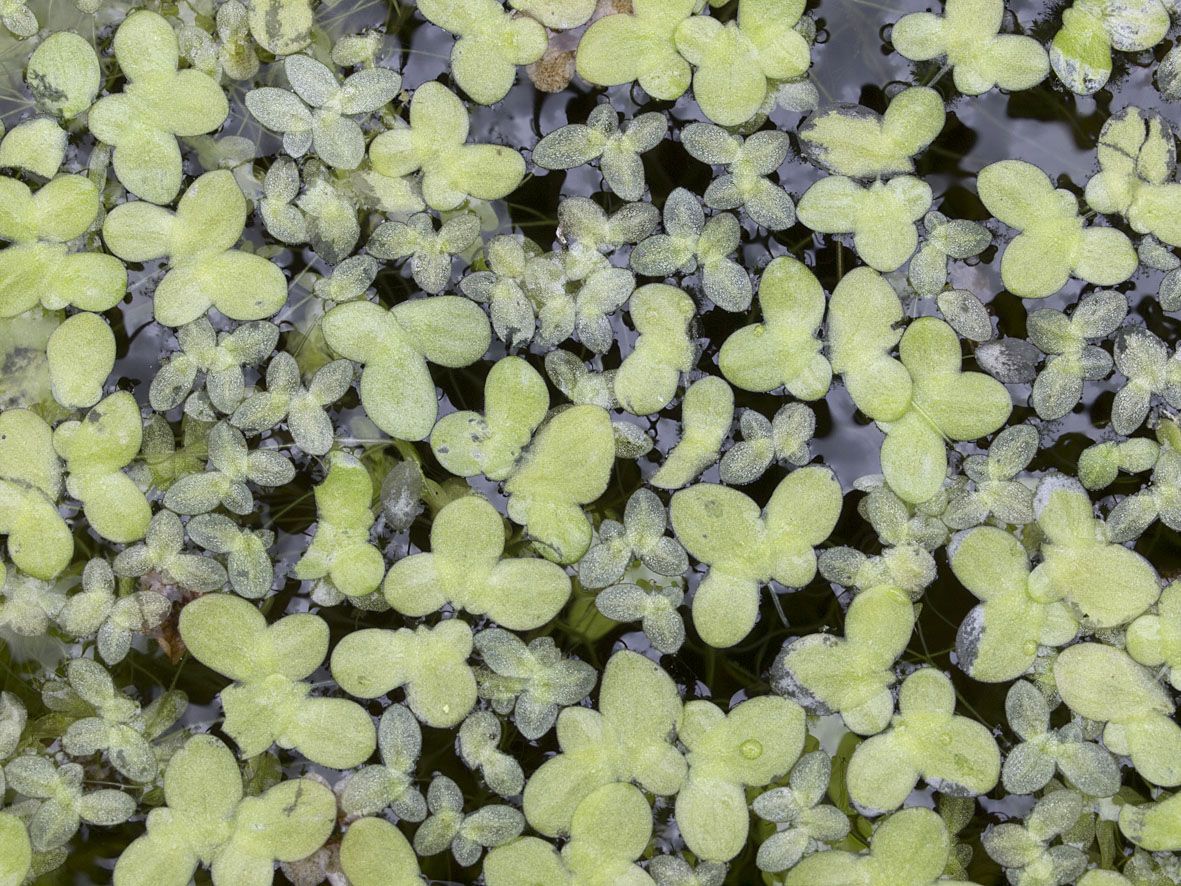
lentilles d'eau (Lemna minor, L. minuta)
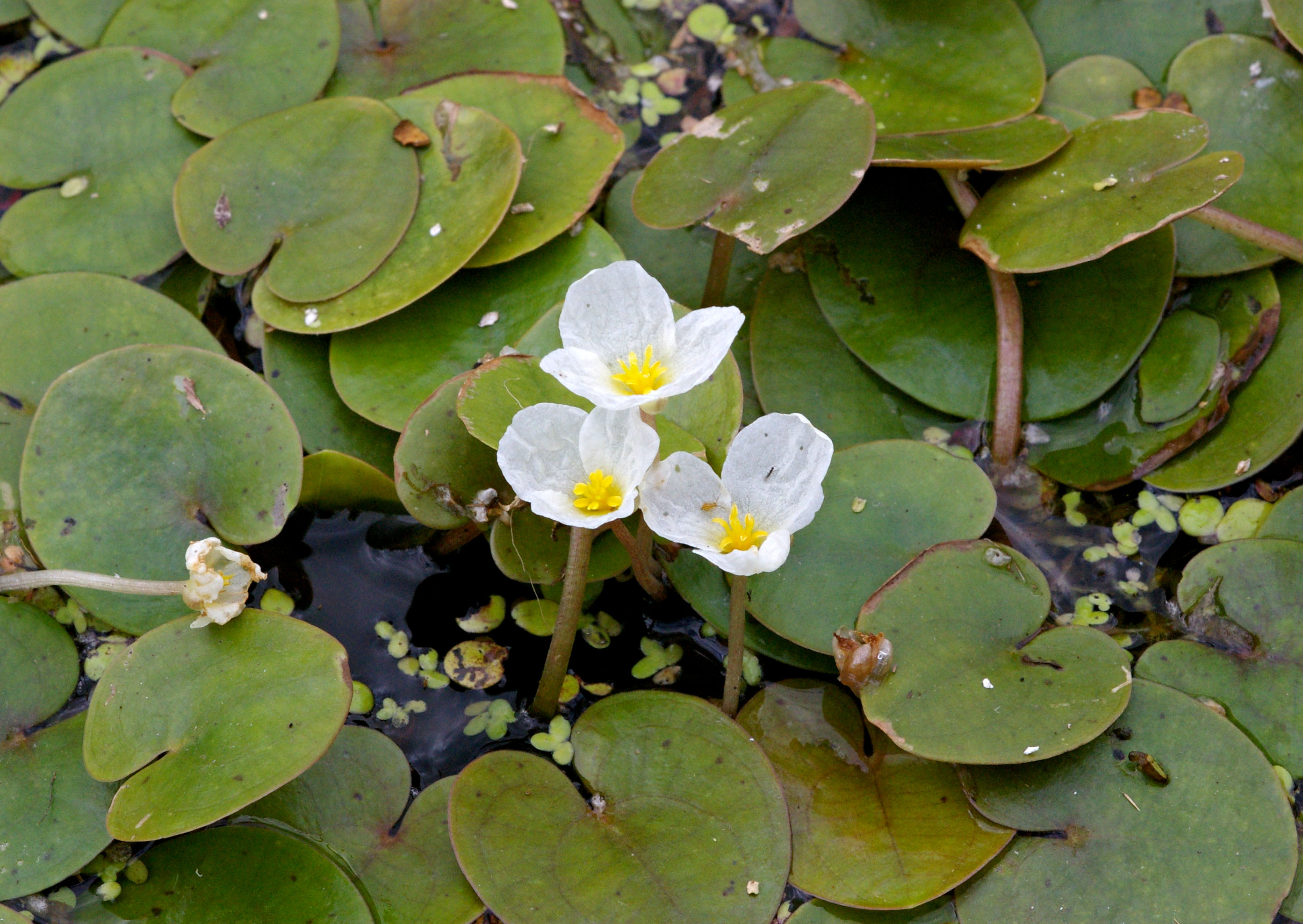
morène des grenouilles
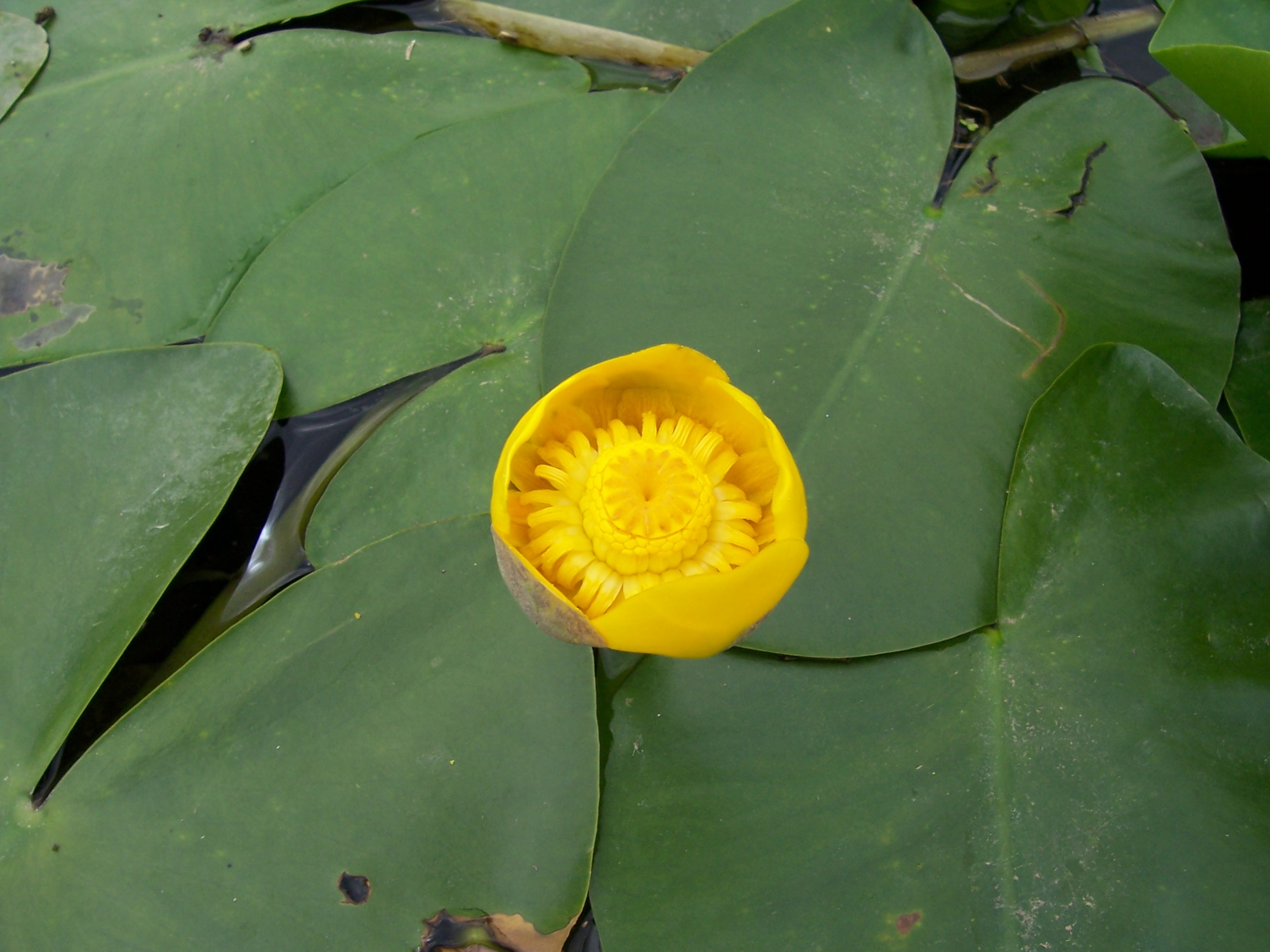
nénuphar jaune
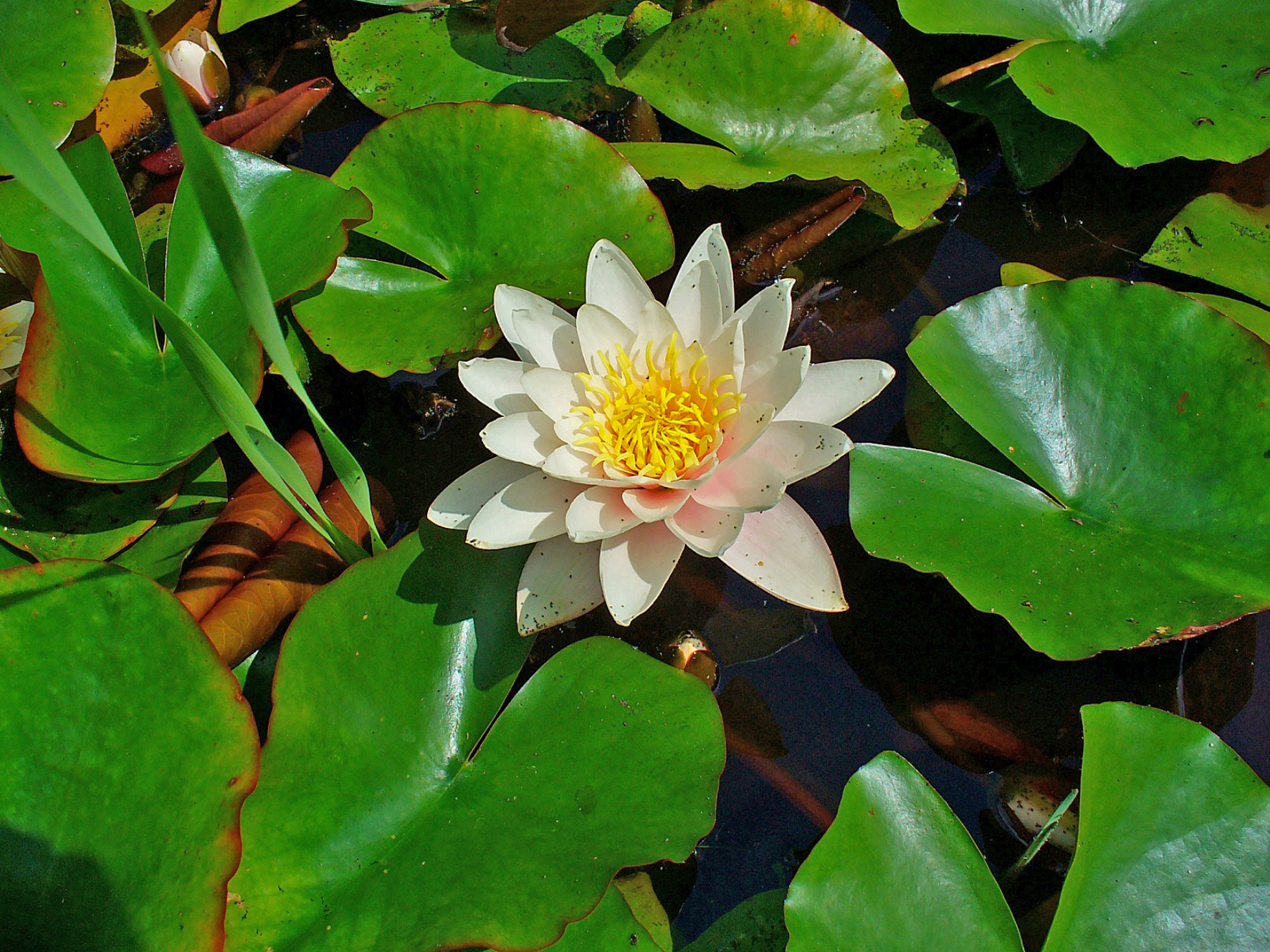
nénuphar blanc
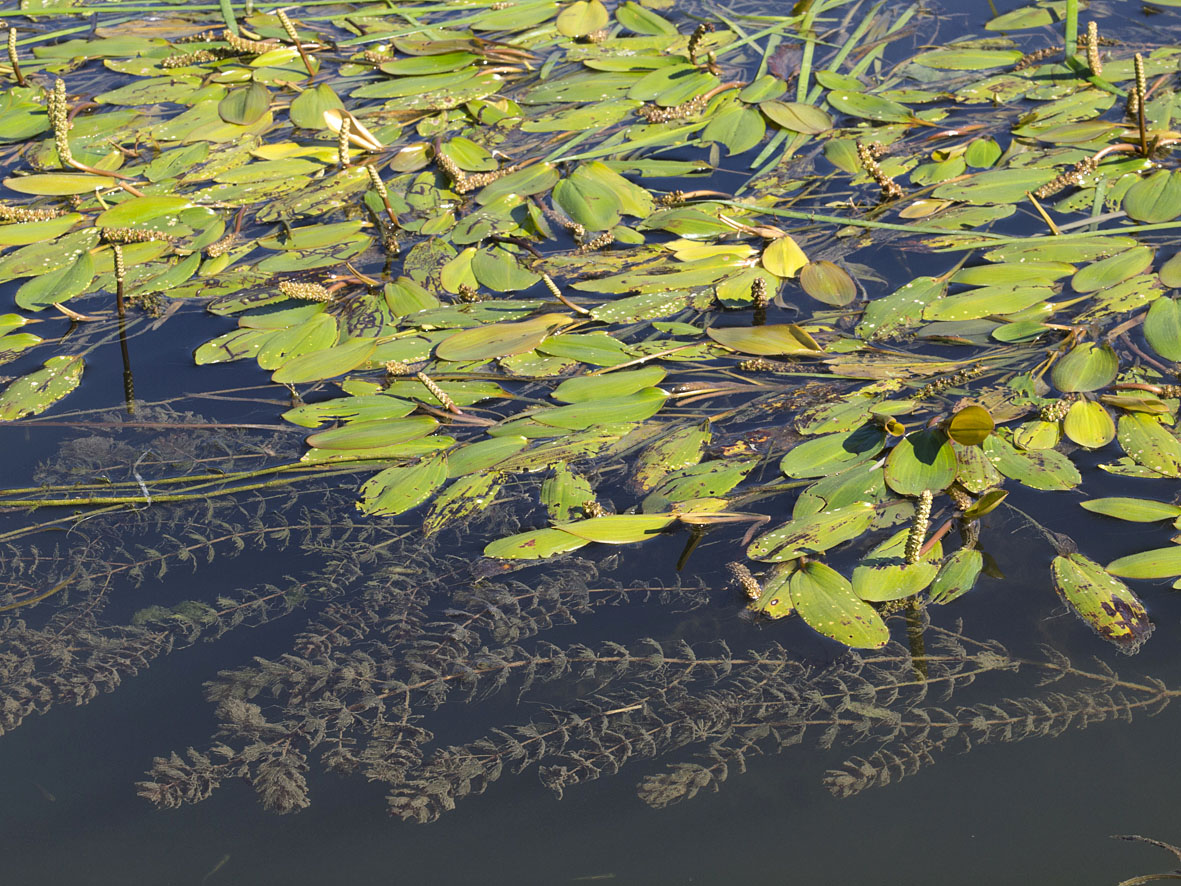
potamot nageant et myriophylle en épi
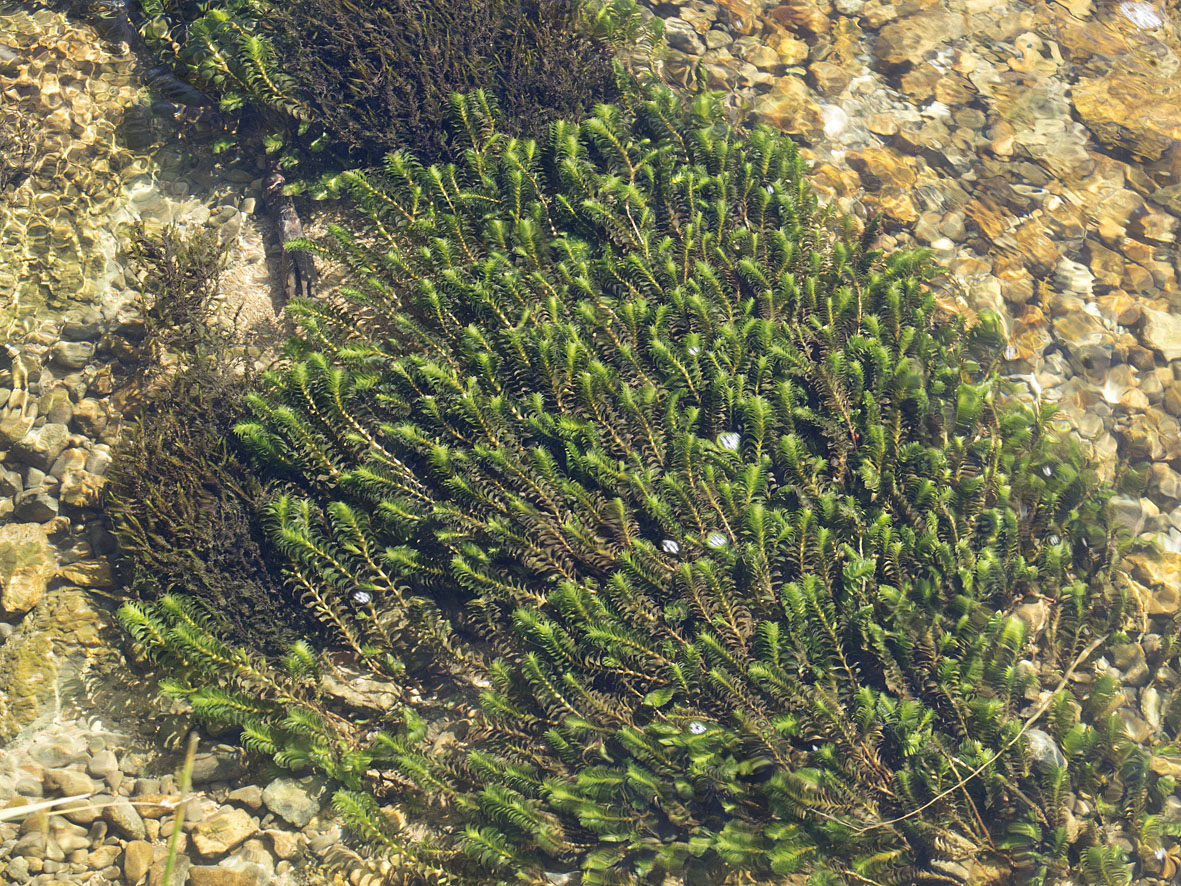
potamot dense
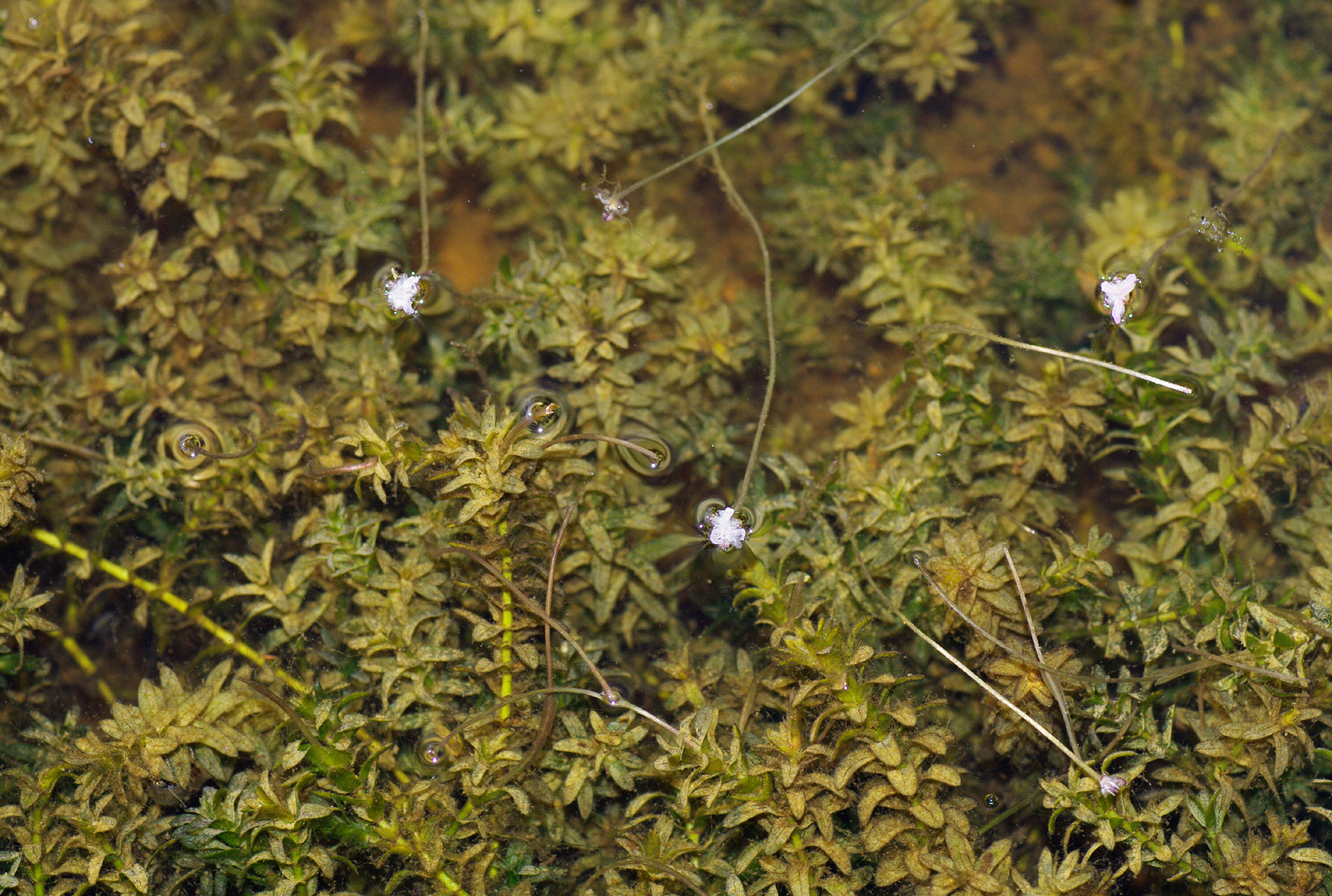
élodée du Canada
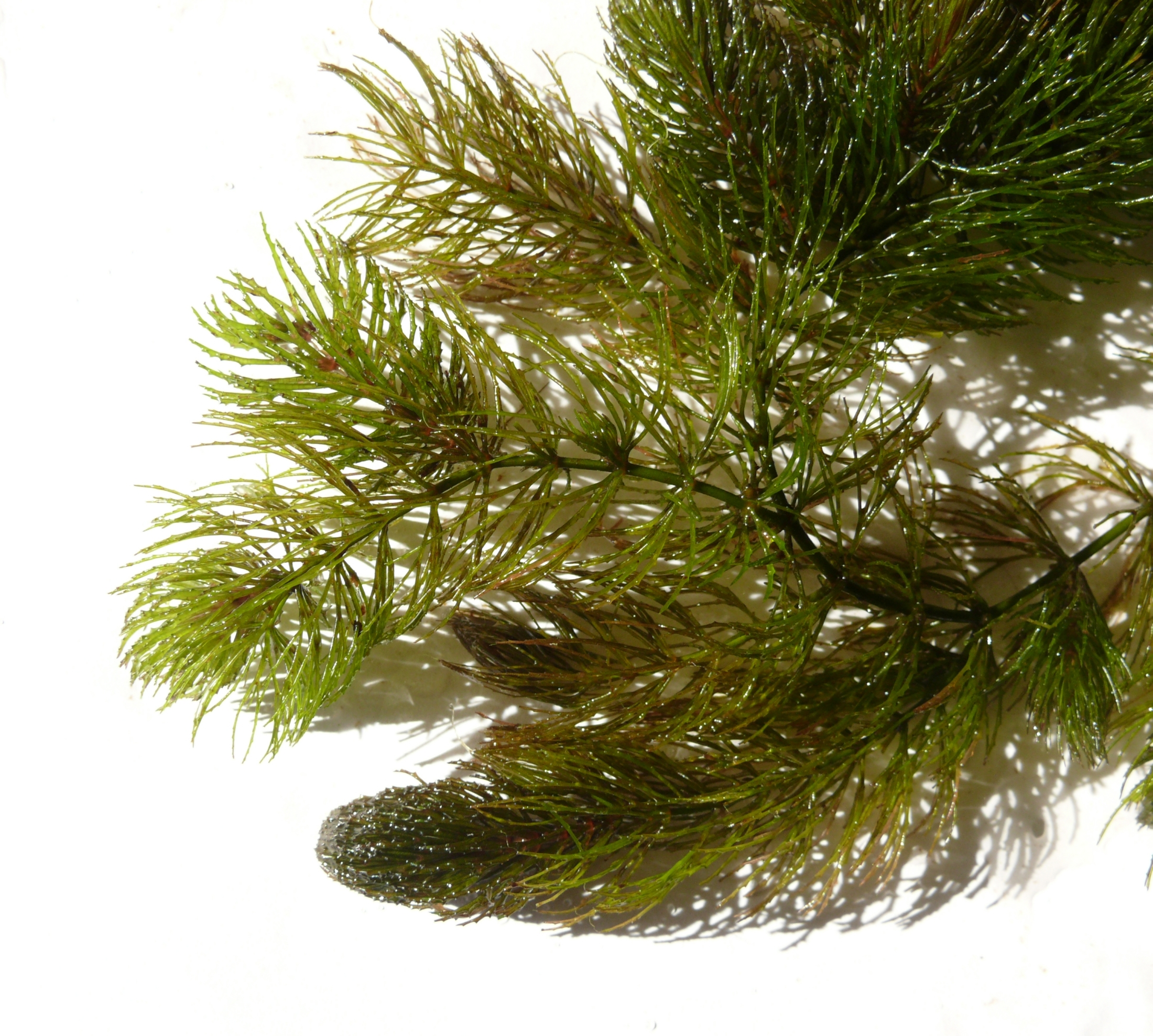
cornifle immergé
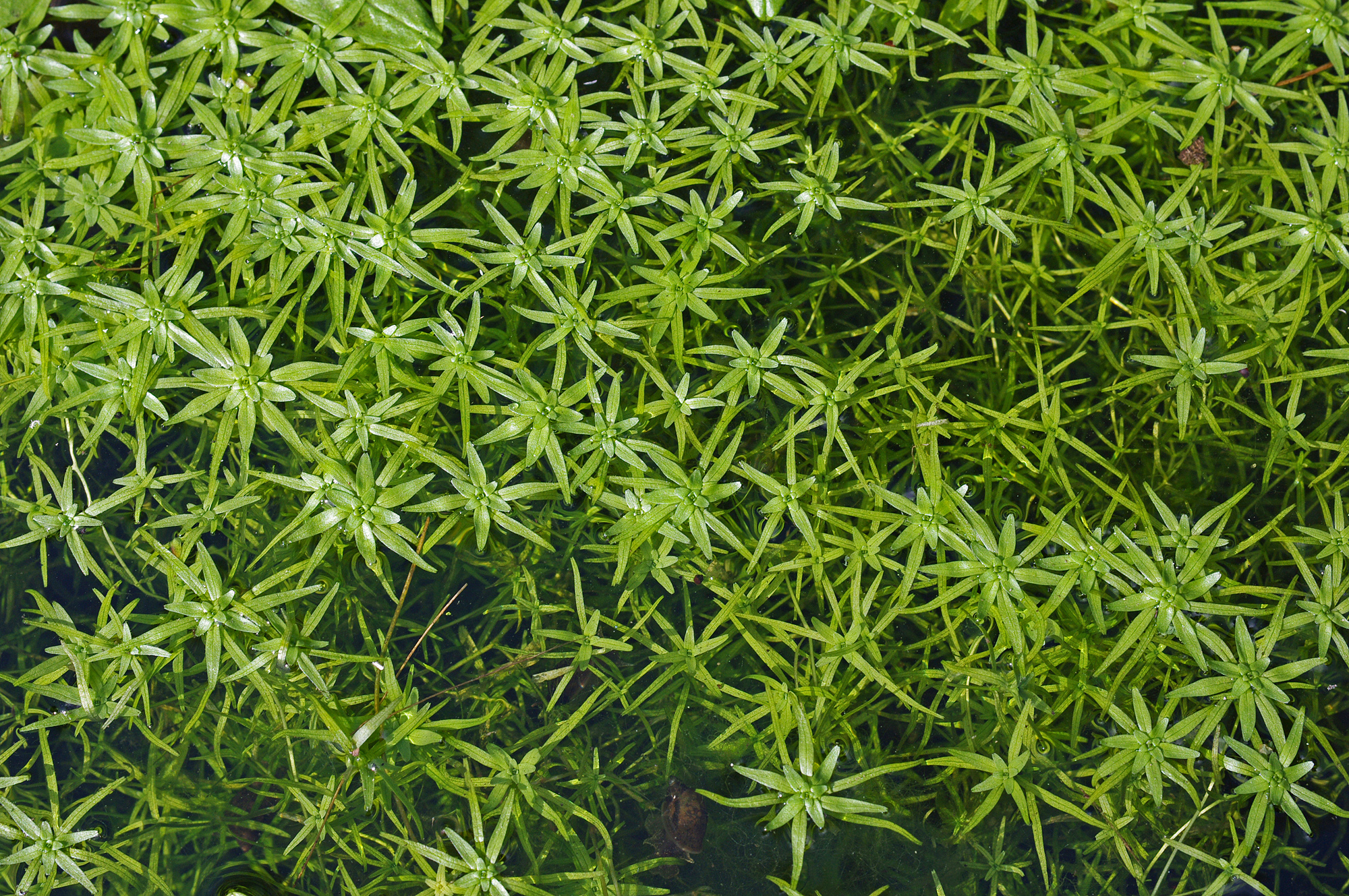
étoile d'eau
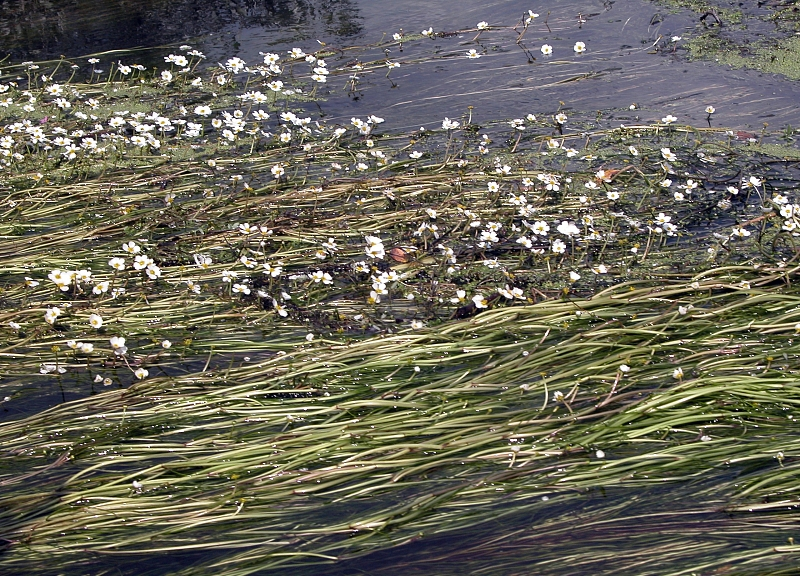
renoncule flottante
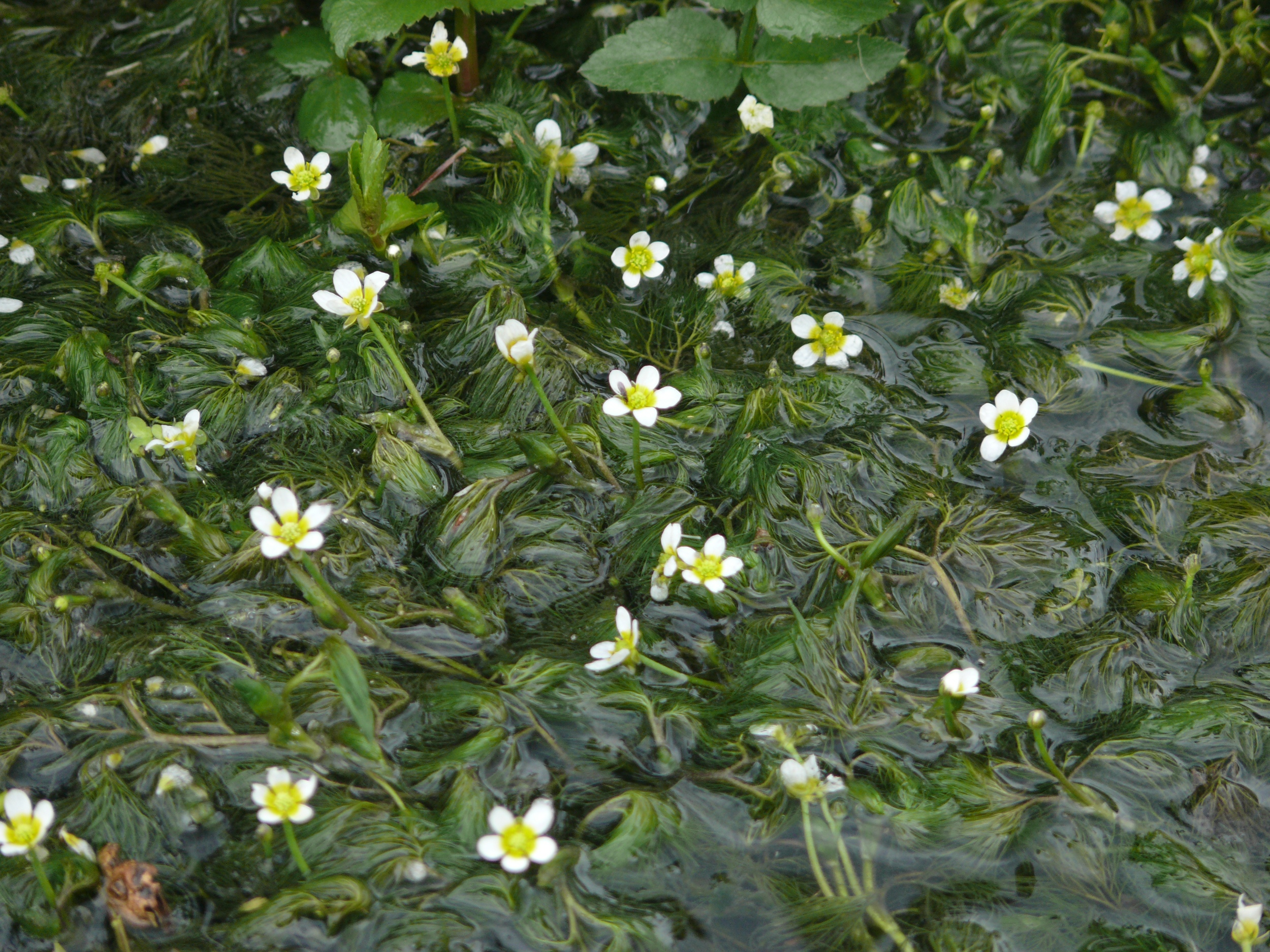
renoncule à feuilles capillaires
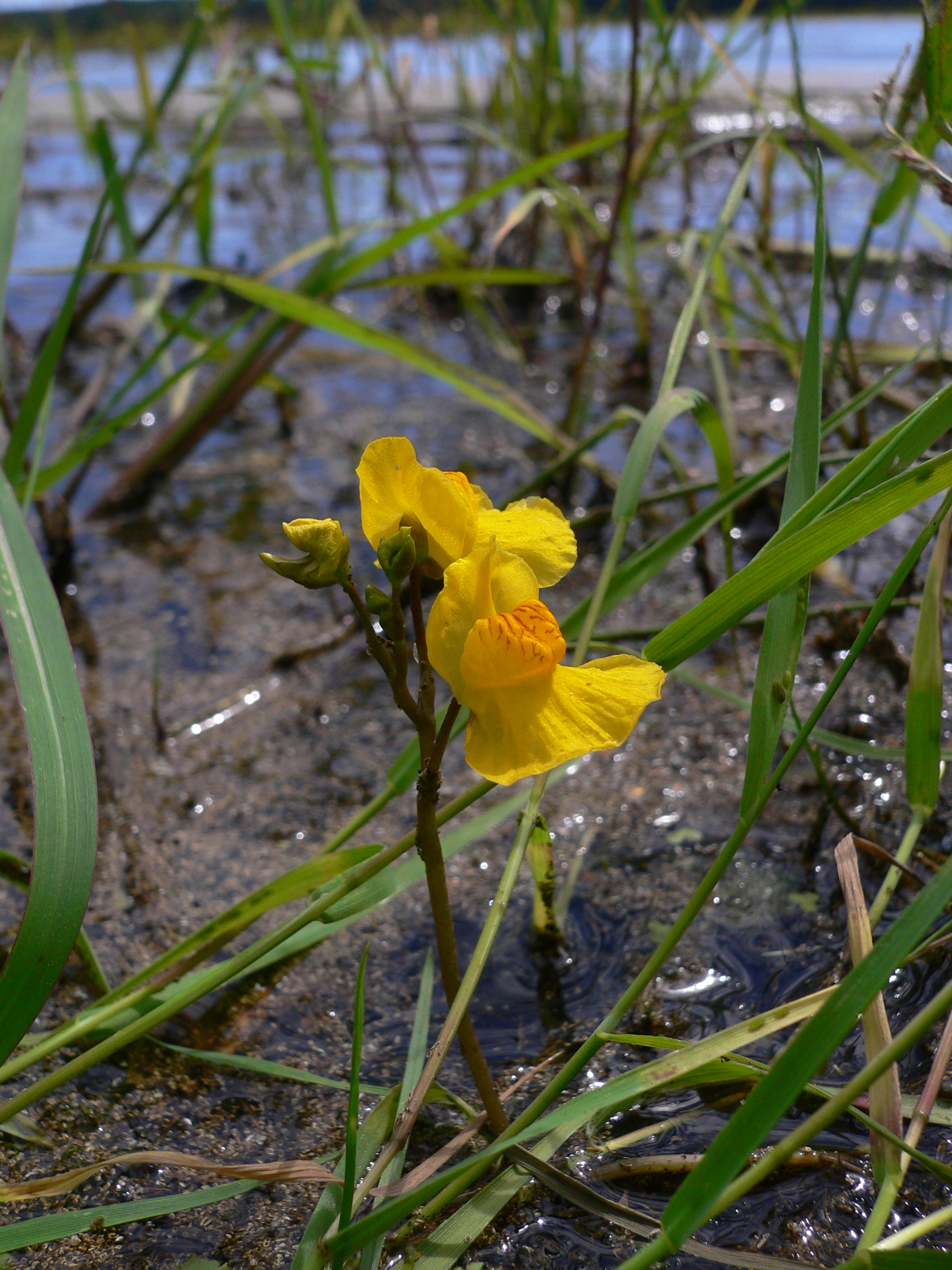
utriculaire méridionale
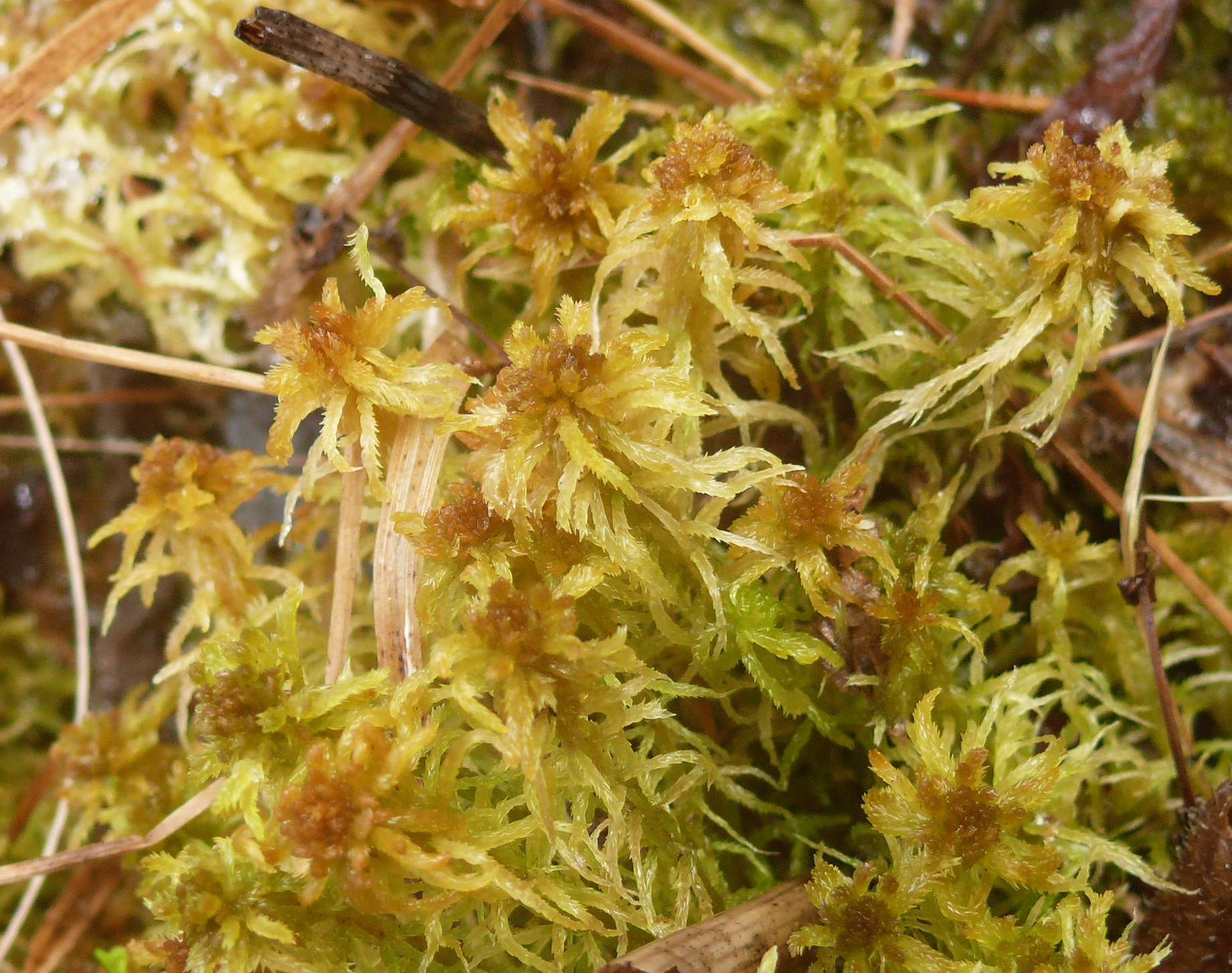
sphaignes
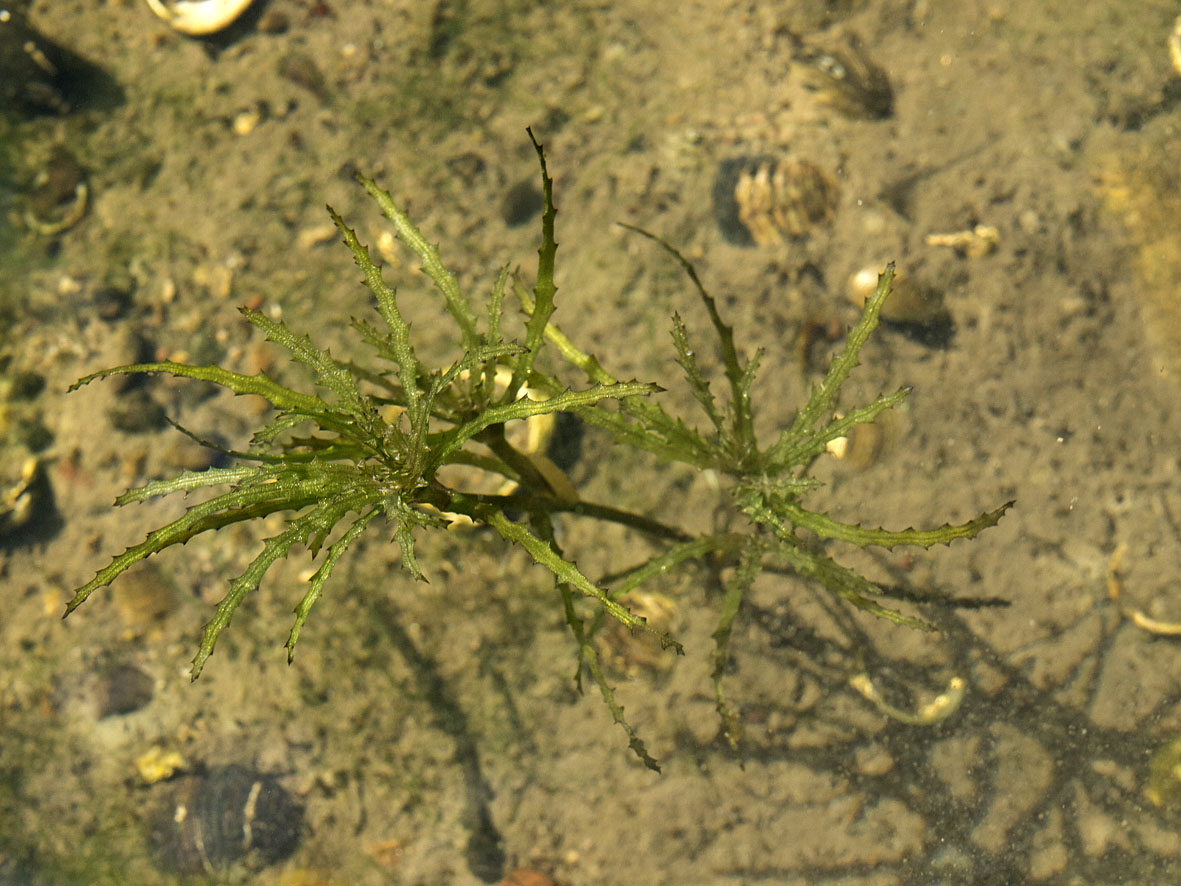
Naïade marine
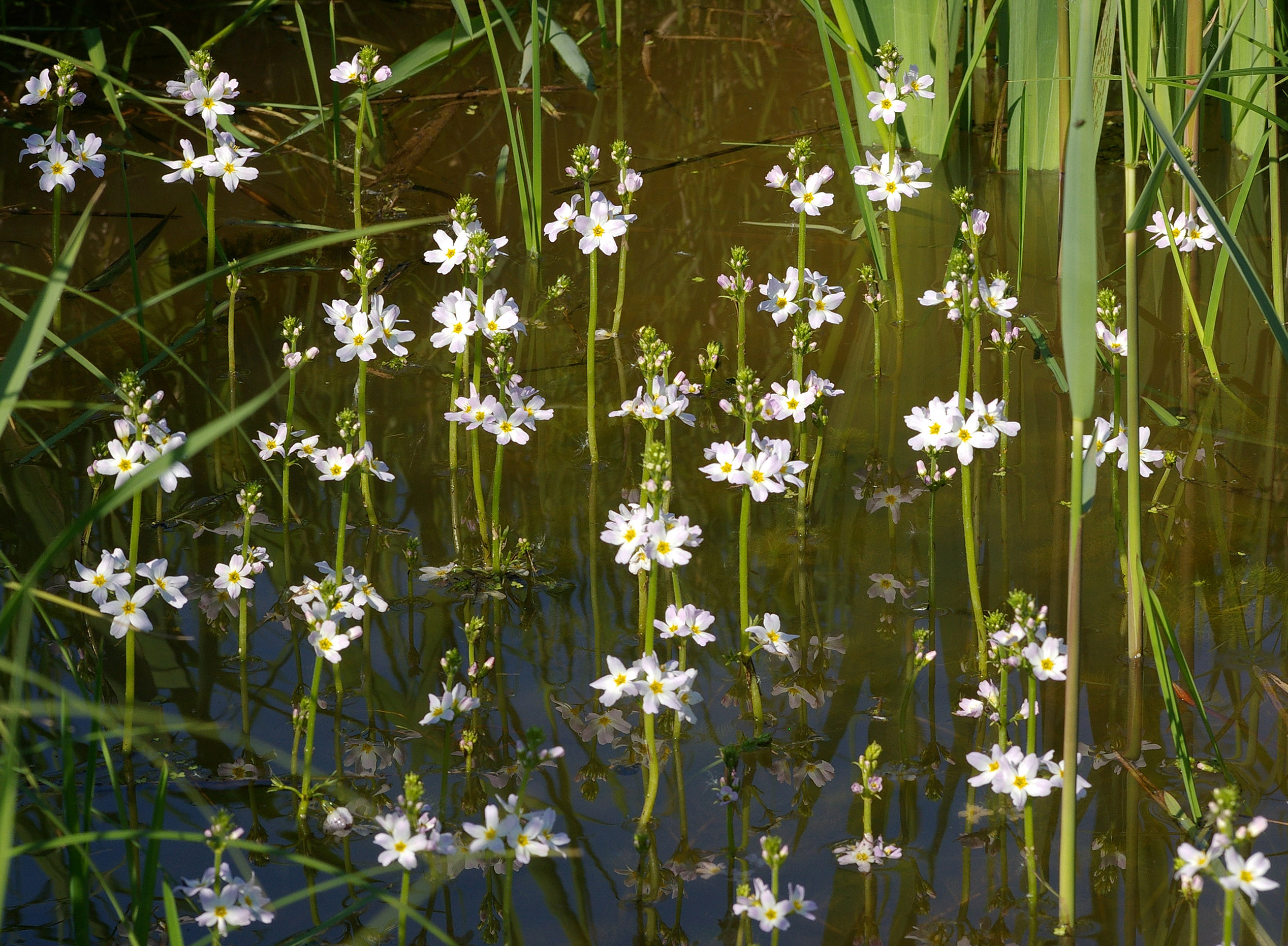
hottonie des marais
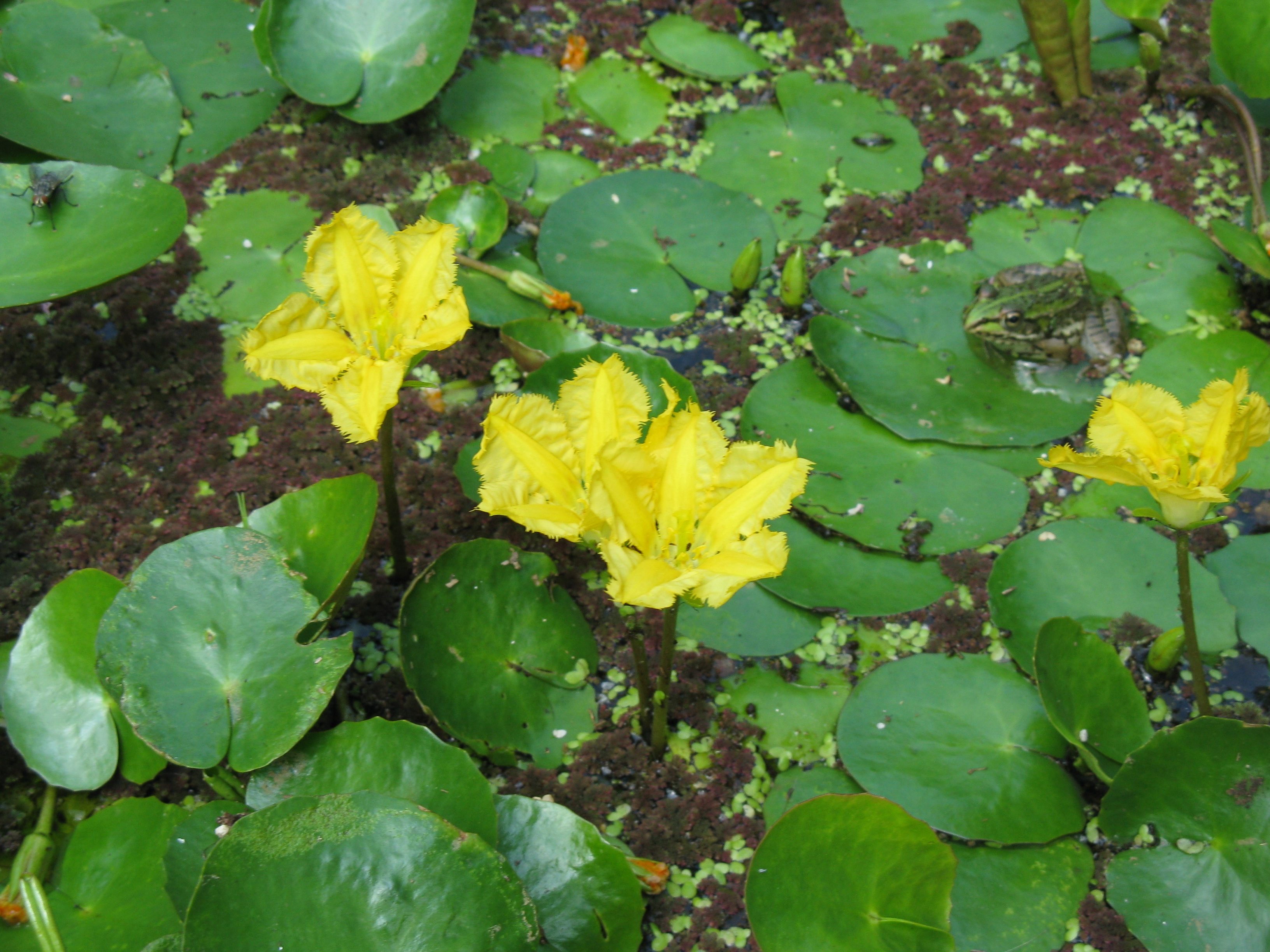
petit nénuphar

## Sources

## Compléments